# 퍼펙트 크라임 (2004년 영화)
《퍼펙트 크라임》(영어: The Perfect Crime)/(스페인어: Crimen Ferpecto)은 2004년에 개봉한 스페인의 블랙 코미디 영화이다.

## 줄거리
라파엘은 마드리드의 대형 백화점인 예요스(Yeyo's)의 여성 의류 판매원이다. 그의 부서는 라파엘이 일상적으로 유혹하는 아름답고 매력적인 젊은 여성들로 가득하다. 라파엘이 자신이 경멸하는 남성 의류 판매원 돈 안토니오와 관리직을 놓고 경쟁할 때, 우연한 기회로 돈 안토니오가 승진하게 된다. 돈 안토니오는 라파엘을 해고하고, 싸움이 벌어지면서 라파엘은 실수로 돈 안토니오를 죽인다. 백화점의 못생기고 소박한 판매원 루르데스는 싸움의 결과를 목격하고, 라파엘이 시체를 불태우는 것을 돕고, 경찰에게 알리바이를 제공한다. 라파엘은 그토록 바라던 승진을 얻지만 끔찍한 대가를 치른다. 루르데스는 라파엘에게 원치 않는 관계를 강요하며 협박한다. 그는 수많은 전 애인들을 해고하고, 루르데스와 결혼해야 하며(그녀는 라이브 리얼리티 TV 쇼에서 청혼한다), 그녀가 디자인한 광대 같은 여성 의류를 지원해야 한다. 라파엘은 너무나 우울해져 환각을 보기 시작하고, 돈 안토니오의 유령이 나타나 라파엘에게 루르데스를 죽이라고 제안한다. 경찰도 그를 다시 압박하자, 그는 백화점에 불을 지르고 아내와 경찰관 앞에서 자신의 죽음을 위장한다. 5년 후, 그는 (가짜 신분으로) 넥타이와 양말을 파는 작은 사업을 하고 있지만, 루르데스의 광대 같은 옷은 성공을 거두어 그녀는 백만장자가 된다. 영화는 라파엘이 광대 패션 퍼레이드와 루르데스의 캣워크를 보고 아연실색하는 장면으로 끝나며, 거대한 디지털 광고판에 "우리의 사랑은 영원해"라고 쓰여 있다.

## 한국판 성우진(KBS) (2005년 4월 16일)
- 이정구 - 라파엘(길레르모 톨레도)
- 이선 - 로르데스(모니카 세르베라)
- 이경자 - 로르데스의 어머니(그라시아 오라요)
- 김병관 - 돈 안토니오(루이스 바렐라)
- 강구한 - 백화점 직원(이시드로 몬탈보) / 택시 기사(에두아르도 고메즈)
- 노민 - 형사(엘리크 빌렌)
- 이호인 - 마티아스(호세 알리아스)
- 최옥희 - 모피 입은여자(로사리오 파르도)
- 송덕희 - 수사나(페넬로피 벨라스코)
- 조진숙 - 엘레나(몬체 모스타자) / 로르데스의 동생(알리시아 알바레즈)
- 오인성 - 알폰소(페르난도 테제로)
- 주유랑 - 록산(키라 미로)
- 김승태 - 하이메(하비에르 구티에레즈)
- 임미진 - 에바(마릴로 무노즈)
- 원호섭 - 페폰(엔리케 마르티네즈)
- 변영희 - 앵커맨(파코 츄우루카)